# Paradise Inn
Paradise Inn je historický hotel postavený v roce 1916, v nadmořské výšce 1 645 metrů nad mořem, na jižním svahu hory Mount Rainier v národním parku Mount Rainier, v americkém státě Washington. Své jméno nese po obci Paradise, ve které se nachází kromě něj také turistické centrum Henryho M. Jacksona a dům průvodců z roku 1920. Hotel a dům průvodců jsou nejčastější místa, odkud začínají výstupy na horu Mount Rainier. Hotel se nachází v národním rejstříku historických míst a je hlavní částí Paradiského historického obvodu, dále se také nachází v národním historickém památkovém obvodu národního parku Mount Rainier, který zahrnuje příklady rustikální architektury parku v oblasti.

## Historie
Hotel navrhl architekt Frederick Heath z firmy Heath, Gove & Bell v roce 1915 a původně ho chtěl postavit v obci Longmire, odkud ho ale správa národních parků stáhla poté, co původní financovatel, John Reese, od projektu ustoupil. Hotel postavila společnost Rainier National Park Company, kterou založil Stephen Mather, tehdy asistent ministra vnitra Spojených států.
Při stavbě byly využity místní stavební materiály, včetně cedrových šindelů, místních kamenů a zvětralého dřeva, které bylo ochráněno při požáru v roce 1885. Po třiceti letech zrání se na dřevě vytvořil neobvyklý stříbrný lesk. Původně měla mít střecha hotelu červenou barvu, což ale správa národního parku změnila za zelenou, která se více hodila k místnímu prostředí. Hotel byl otevřen 1. července 1917 a cena stavby se odhaduje na devadesát až sto tisíc dolarů.
Dům je postaven z odkrytých cedrových klád, které konstrukci nesou. Mezi kládami se nachází čtrnáct výběžku s francouzskými dveřmi, které „mají dovolit vstup letním vánkům“. Dům má také vikýře ve druhém podlaží pro přirozené osvětlení, které je podporováno závěsnými lampami.
V roce 1920 byl přidán čtyřpatrový hotel Paradise Annex, který postavil architekt Harlan Thomas a který obsahoval sto pokojů. V roce 1931 bylo u hotelu vytvořeno golfové hřiště a v roce 1936 lyžařský vlek. V letech 1942 a 1943 hotel využívala Armáda Spojených států amerických, která zde ubytovala jednotky pro výcvik v zimních horských podmínkách.
V roce 1952 prodala Rainier National Park Company hotel správě národních parků, která podepsala smlouvu s koncesionáři, kteří měli hotel provozovat. Správa chtěla původně hotel zbořit, ale po negativních reakcí od veřejnosti ustoupila. V roce 1979 bylo utraceno 1,75 milionu dolarů na zesílení a renovaci budovy. V roce 1987 byla budova vyhlášena národní historickou památkou.

## Architektura
Původní budova má dvě patra, z nichž na přízemí se nachází dva pokoje, velká hala a jídelna. Na východní straně se pak nachází třípatrová část budovy, díky které má hotel tvar písmene T a ve které se nachází další pokoje. 
Velká hala má rozměry 15 metrů a 34 metrů a na každé straně se nachází kamenný krb. Jídelna má rozměry 15,5 metru a 32 metrů a má 15 metrů vysoký krb. Původní pokoje se nachází právě nad jídelnou a mají rozměry pouze 2,4 metru a 2,4 metru. Každý z nich se vejde mezi trámy, které podpírají střechu.
Nábytek hotelu vytvořil německý truhlář Hans Fraehnke z místních materiálů, včetně dvou 680 kilogramových stolů, 4 metry vysokých nástěnných hodin a piana rustikálního stylu, na kterém při návštěvě v roce 1945 hrál prezident Harry S. Truman. Ostatní stoly a židle jsou od společnosti Old Hickory Company z Indiany.

## Dvouletá uzavírka
Hotel byl v roce 2006 zavřen na dva roky, ve kterých se pracovalo na renovacích a aby hotel vydržel velká zemětřesení. To bylo částí projektu za třicet milion dolarů, který také zahrnoval postavení základů pro nové turistické centrum v Paradise. Znovuotevření proběhlo v květnu 2008.